# Nazem El Sayed
Nazem El Sayed (arabiska: ناظم السيد), född 1975 i Bint Jubail i södra Libanon, är en libanesisk poet och journalist. Han växte upp i en bagarfamilj som näst yngst av elva syskon. Föräldrarna var analfabeter, men muntligt traderad poesi var ett viktigt inslag i familjen. Medelst självstudier läste han sig därefter igenom den arabiska poesihistorien.
El Sayed gjorde debut 2002 med diktsamlingen Burtuqal muqashshara min al-dakhil ("En apelsin skalad inifrån"). Han har gett ut totalt fyra diktsamlingar, varav den tredje, Ard ma'zula bi-l-nawm ("Ett land isolerat av sömn") är en gripande samling prosadikter om hans far. Han har också publicerats i ett flertal antologier och var en av de 39 arabiska författare under 40 år som valdes ut till antologin Beirut 39, huvudprojektet när Beirut var Unescos bokhuvudstad 2009.
El Sayed arbetar på den arabiska tv-kanalen al-Hurra.